# Catchball
 (juillet 2018).

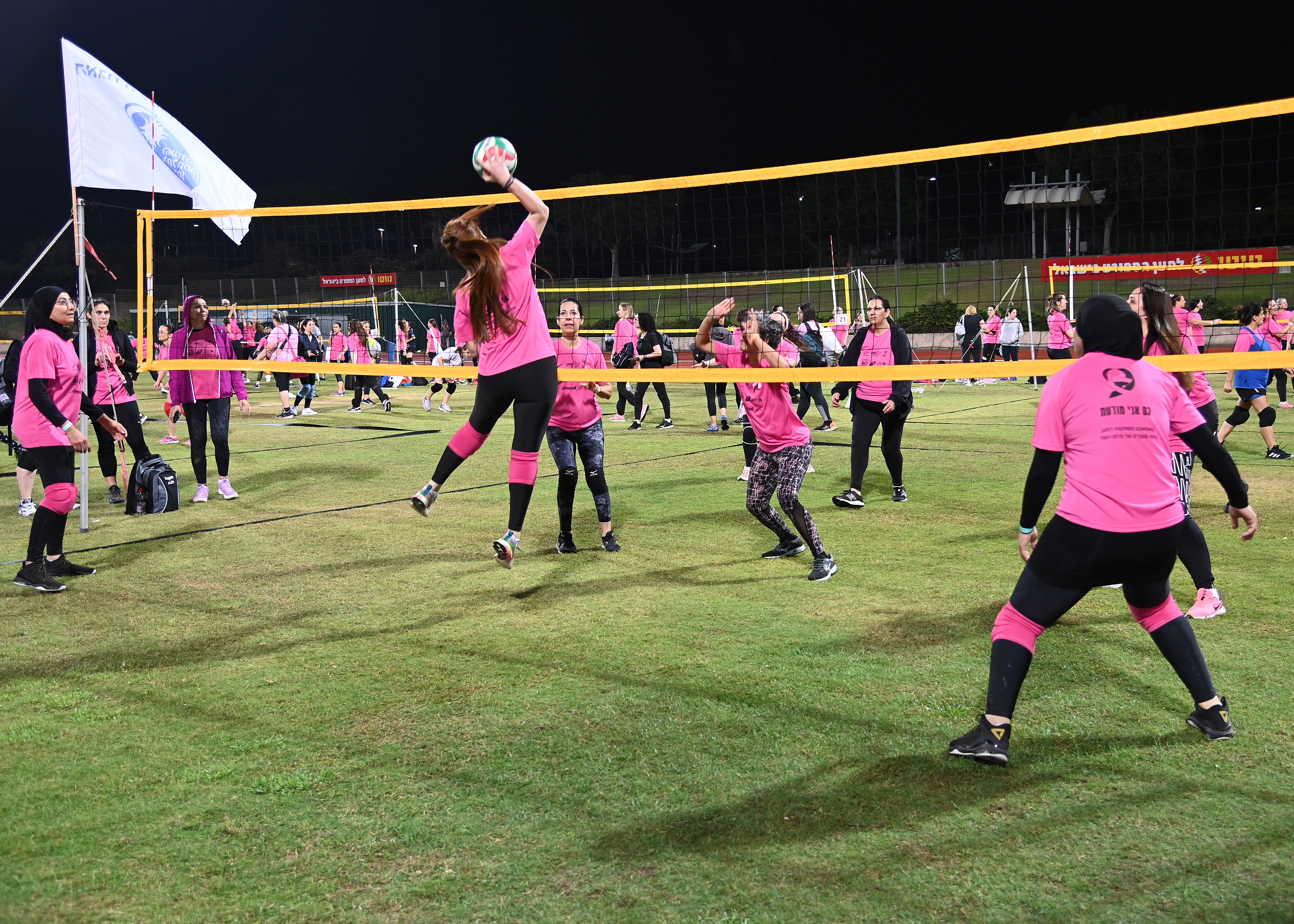
Partie de catchball.

Le catchball est un sport collectif qui se joue sur un terrain divisé par un filet. Le sport a été développé en Israël pour les mères et les femmes de plus de 25 ans. Il oppose deux équipes de six joueuses. Le catchball est assez proche du volleyball, mais à la différence de ce dernier où les passes ne sont pas bloquées, au catchball les joueuses attrapent le ballon avant de le passer.
Il est régi par une fédération internationale, la Fédération internationale de catchball (en anglais : International Catchball Federation (ICF) dont le siège est en Israël.
Le catchball est aussi appelé cachibol ou newcomb.
La croissance internationale du catchball a été stimulée par son admission à la Confédération Sportive Internationale Travailliste et Amateur (CSIT), la plus grande organisation sportive amateur du monde.

## Règles
Règles du jeu :
Nombre de joueuses : 6X6
Dimension du terrain : longueur 18 mètres, largeur 9 mètres